# 俠盜獵車手：聖安地列斯
《俠盜獵車手：聖安地列斯》是Rockstar North開發的動作冒險電子遊戲作品之一，由Rockstar Games公司發行的一款圍繞犯罪為主題的高自由度遊戲。屬《俠盜獵車手》系列3D时空的第三部作品，其上一部作品，為2002年推出的《俠盜獵車手：罪惡城市》。本作於2004年10月首先推出PS2版，2005年6月推出Windows和Xbox版。全數版本均獲好評及高銷售量，也是PS2遊戲中銷量最高的作品，達1,733萬套，之後更是在Android、iOS、Windows Phone上大獲成功。在手機端玩法延續兩個已依序登上手機平台的前作《俠盜獵車手III》及《俠盜獵車手：罪惡城市》，都是以觸控代替PC的鍵盤及家機的手柄。本遊戲是繼《俠盜獵車手III》、《俠盜獵車手：罪惡城市》後，手機平台上最具有自由性的3D開放世界遊戲。
遊戲時間設定為1992年，主角卡爾·約翰遜（Carl Johnson，簡稱CJ）在得悉母親被殺死的消息後，回到位於洛聖都（Los Santos）的老家，並發現其家庭及他的幫派葛羅夫街家族幫派（Grove Street Families）如一盤散沙。遊戲進行期間，CJ會慢慢揭開母親被殺事件的內情，并復興幫派、開拓自己的事業。

## 遊戲內容
遊戲和前作一樣具有著高自由度的遊玩方式，玩家可以自由在遊戲中進行包括犯罪、抓捕其他罪犯、救火、急救等活動。該遊戲的開放的內容相較前作來說有所增多，例如主角可在遊戲中打籃球以及游泳甚至參與高空跳傘。遊戲的貼圖、動作等也相對更真實，例如行人具有倚靠車旁、伏在沙灘上、手牽手散步、面對面聊天等不同動作。同時相較以往，遊戲有了更多的可進入互動的建築物，如酒吧、銀行、便利商店及賭場等等。遊戲同時增加了主角更多生理特徵例如飢餓、肥胖及肌肉等，這些特徵能在例如在快餐店進食或進行各種運動而改變，玩家更可自由於遊戲中結識女友。
玩家可以參加各種可選的支線任務，這些任務可以提升角色的屬性或提供其他收入來源。包括過去俠盜獵車手游戲的傳統支線任務，例如讓出租車乘客下車、滅火、將受傷人員送往醫院以及作為治安警察打擊犯罪。新增內容包括入室盜竊任務、拉皮條任務、要求玩家準時送貨的卡車和火車駕駛任務，礦車和地方資產，以及駕駛/飛行/划船/自行車駕校，幫助玩家學習在相應車輛中使用的技能和技巧。
並非所有地點在遊戲開始時都對玩家開放。一些場所，例如改裝車庫、餐廳、健身房和商店，只有在完成特定任務後才能使用。同樣，在遊戲的第一部分，只有洛聖都及其近郊可供探索；再次解鎖其他城市和農村地區需要完成特定任務。如果玩家在遊戲早期前往鎖定的地點，他們會在飛機上引起特警隊、警察和警察控制的九頭蛇的注意。
與侠盗猎车手2和罪恶都市不同，當玩家在城市的不同區域之間移動時需要加載屏幕，而聖安地列斯在玩家途中沒有加載時間。遊戲中唯一的加載屏幕用於過場動畫和內飾。聖安地列斯與其前作的其他區別包括從單人遊戲到多人橫衝直撞任務的切換（儘管不在PC和移動版本中），以及用噴漆標籤、隱藏的相機鏡頭、馬蹄鐵替換“隱藏包裹”，和牡蠣發現。
與《俠盜獵車手》系列前作一樣，這套遊戲在商業方面成功的同时，也備受爭議，包括一些隱藏的暴露內容，致使遊戲被重新評級，緊隨著不少零售商紛紛將之落架。
相機、戰鬥和瞄準控制都經過重新設計，以結合另一個Rockstar遊戲侠盗猎魔的概念，包括各種隱身元素，以及改進的目標十字準線和目標健康指示器，從綠色變為紅色再到黑色作為目標健康下降。 PC版遊戲實現了鼠標和弦：玩家必須按住鼠標右鍵來激活十字準線，然後單擊或按住鼠標左鍵來射擊或使用相機等物品。
在該系列中，玩家第一次可以游泳和爬牆。 在水下游泳和潛水的能力對玩家也有很大的影響，因為水不再是無法逾越的屏障，可以直接殺死玩家（儘管有可能淹死）。為了獲得更大的火力，玩家還可以雙持槍械或與多個可以招募跟隨玩家的幫派成員進行駕車射擊。由於聖安地列斯的大小，可以在 HUD 地圖上設置航路點標線，幫助玩家到達目的地。

### 犯罪
如前作一樣，玩家可進行小至盗竊，大至動亂的犯罪活動，玩家可利用本作新增的暗殺方法劫殺路人，也可以強行搶走路人駕駛的車輛，玩家可在城市中製造大動亂和大屠殺。而本作新增的深夜行劫玩家則可利用深夜時段乘坐特定車輛入屋偷竊。玩家如果在警察面前犯案的話會增加警星，警星數目愈多，最高星數為6顆，所派出的警員數目會漸多，最后还会引来军方的力量。而新增的幫派系統中玩家可招攬幫中小弟進行敵對幫派仇殺，也可搶奪敵對幫派的地盤。而行人之中會混進毒販。玩家可以击杀他们，获得一笔横财。本作增加的盗竊系統可令玩家在不驚動警察下行劫賺錢，玩家需乘坐特定車輛並帶上面具方能入屋行劫。而这样的车辆可以在主角第一个女朋友家的对面找到。

#### 妓女系统
游戏中会出现大量的妓女活动于城市地区，玩家可以開車接近妓女並按喇叭示意妓女上車，然後開車去一個隱蔽的地方嫖妓，在你嫖妓的時候，妓女會拿走你部分錢。如果拉皮條任務做完後，則會讓妓女支付你錢。

#### 犯罪分子
犯罪分子主要会出现在游戏里的城市地区，犯罪分子会在城内进行各种犯罪活动，例如偷窃汽车，有时也会盗窃玩家的交通工具。

### 交通工具
交通工具也比前作中增加不少，如一些貨櫃車、農作物收割車、拖車、火车、起重机等，以及前作中完全未出現過的自行車。警用交通工具也增加了不少，而飛機方面則新增噴射客機、民航客機等以應付偌大的地圖玩家在游戏中可以直接买飞机票在三个城市中往来，船隻方面增加了氣墊船。大多數汽車都有油缸，可通过射擊方式快速使车被摧毁。一些車輛可進行改裝令改變汽車外觀，增加氮氣加速器，一些低底盤汽车可以利用液壓系統令汽車跳舞。由於故事的原故，本作新增的背包噴射器讓玩家可在空中進行射擊，或者到達攀爬無法到達的地方。而本作也增設街道賽車和一些挑戰讓玩家賺取金錢，游戏中也有隐藏交通工具。

### 幫派系統

#### 洛聖都帮派
- 格罗夫街家族帮派（格罗夫帮/）：主角卡尔·约翰逊自己的帮派，和其兄肖恩•“斯威特”•约翰逊（Sean“Sweet”Johnson）一起领导，领地不固定，大本营是东洛圣都的格罗夫街。雖然為一個幫派，但肖恩•“斯威特”•约翰逊（Sean“Sweet”Johnson）卻堅持一點 ——— 絕不販毒，亦嚴禁旗下成員吸毒。分支有塞維利亞•布爾瓦和廟街驅車家族
- 巴勒帮派（巴拉斯/）：与格罗夫帮不共戴天的敌对帮派，大约成立于1970年代，领地不固定，大本营是东洛圣都。他们的大部分地盘都位于城市东部的较贫穷和破败的地区。他们参与帮派，帮派战争，街头暴力，卖淫，与帮派有关的凶杀，谋杀，毒品贩卖或制造（尤其是可卡因毒品交易），武器贩卖，故意破坏和涂鸦。巴拉斯通过穿着紫色衣服作为帮派颜色，可以轻松识别他们。
- 维戈斯帮派（墨西哥帮/）：格罗夫帮的另一個敵對幫派，洛聖都的第三个帮派，领地不固定，大本营是东部海滩，特徵是頭戴黃色頭巾。
- 上述三个帮派的地盘是可变化的，主角可以对巴拉斯和维戈斯的地盘发起进攻，同样的，巴勒和维戈斯也会时不时的对格罗夫帮发动攻击。
- 阿特特克帮派（青帮/）：主角的姐夫领导的帮派，特徵是頭戴水藍色頭巾。业务主要是军火交易和街头火拼，经常在联合火车站附近进行低底盘车舞会。

#### 聖輝洛帮派
- 三合会（三合会/）：主角生意伙伴，华人吳梓穆的帮派，游戏中期在聖輝洛唐人街附近活动，后期在拉斯文加斯经营四龙赌场，有血羽幫（Blood Feather Triad）、红壁虎堂（Red Gecko Tong）和山云幫（Mountain Cloud Boys）等分支。与主角为同盟关系。但如果玩家在四龙赌场赌钱到负债状态时会在街头遭遇该帮派的追杀，直到玩家还清所有债务为止。
- 红火蚁帮（San Fierro Rifa）：由牛排门德斯领导的拉丁帮派。和巴勒帮有生意来往，他们也替当地的垄断企业当打手，帮派标志是浅蓝色头巾。
- 越南帮（岘港男孩/）：三合会的竞争对手，主要经济来源是收保护费和偷渡。

#### 其他
- 意大利黑手党：平时不会在街头出现。但如果玩家在卡利古拉赌场赌钱到负债状态时会在街头遭遇这个帮派的追杀，直到玩家还清所有债务为止。

### 小遊戲
本作為增加遊戲的趣味性而增設的小遊戲，運動方面有撞球、打籃球（似乎只限中文版）、跳舞（汽車增加液壓裝置後也可以與別人進行汽車跳舞），室內方面則有電視遊戲機和賭博。

### 購物系統
本作新增更多內容可供玩家使用金錢，例如服飾店、紋身店和剪髮店可讓自己增加魅力值，快餐店可讓主角增胖和能量，而玩家可以進入賭場進行賭博，但過度賭博可令主角負債，賭場會以電話追債甚至以追殺的方法恐嚇主角還債。

### CLEO拓展玩法
在GTA系列中，CLEO的安装一直是很多核心玩家的选择。CLEO是一种能更改或者替换游戏源文件的一种补丁并且并未由官方发布，而是网友自行制作，安装CLEO的玩家可以在游戏里体验到各种不同的乐趣，值得一提的是网上的网友会不停的更新各种CLEO。这样的植入不仅大大提高了相对于GTA原始玩法的乐趣，同时也让GTA系列保持着一股不同于其他同期游戏新鲜血液。

## 概况

### 地理設定
故事发生在虚构的圣安地列斯州，建基于现实中部分加利福尼亚州和内华达州。圣安地列斯州由三個城市組成：对应洛杉矶的「洛圣都」、对应舊金山的「圣辉洛」和对应拉斯维加斯的「拉斯文加斯」。三个城市由多條高速公路、一个铁道系统和三个机场相连。城市周边則設有三個县：红县（Red County）、弗林特县（Flint County）和骨县（Bone County），共12個城鎮，而郊野环境大多基于美国西南地区。玩家可以攀登800米高的（基于魔鬼山），在不同的山峰和摩天大楼玩跳伞。其他名胜包括基于胡佛水坝的谢尔曼水坝（Sherman Dam）、參照51区的大型军事秘密基地69区、參考甚大天线阵的大型碟形卫星天线、基于好萊塢標誌的標誌等。有趣的是，遊戲中位處圣辉洛的加佛大桥（Garver Bridge）是基於現實中的旧金山-奥克兰海湾大桥，但其外型卻參照開發商所在地，爱丁堡的一條公路桥。圣安地列斯州总面积36平方千米，相当于罪恶都市的四倍、俠盜獵車手III版本的自由城的五倍。

### 人物
玩家操控卡爾·约翰逊，一個年輕的非裔美國幫派成員作為遊戲主角,簡稱CJ。其兄弟斯威特幫助主角重建自己的幫派-黑人的「葛洛夫幫」，當中有敵對的幫派-同樣是黑人的「巴勒幫」和墨西哥人組成「维戈斯幫」會阻止主角復興幫派，而腐敗警員弗兰克·汤普尼、爱德华·“艾迪”·普拉斯基和吉米·赫尔南德斯組成的「C.R.A.S.H」集团則勾結巴拉斯和维戈斯進行販毒和消滅葛洛夫街，此外，多个旧作品的角色，如罪恶都市的肯·罗森伯格和肯特·保羅、三代正传的凱特琳娜和克劳德，薩爾瓦多和瑪麗亞等都會回歸此作，使整個3D时空的故事更趨完整。

## 剧情
1992年，在自由城度過了五年時光的卡爾·约翰逊被哥哥肖恩·约翰逊（斯威特）叫回洛聖都，為遭人謀殺的母親貝弗莉·约翰逊辦理後事。離開機場不久後，卡爾被流氓警察集團C.R.A.S.H的頭目弗兰克·湯普尼擋下，兩人曾經有過過節。湯普尼將卡爾牵連入一位警察的謀殺案中，並威脅如果不配合就把卡爾送入監獄。
回到故居葛洛夫街，卡爾與坎德尔、斯威特，以及帮派裡的老成員梅爾文·哈里斯（斯莫克）與蘭斯·威爾遜（萊德爾）團聚，當他得知在自己離開的日子裡，葛洛夫家族失去了大量地盤，便決定留在家鄉，與其他人重振葛洛夫街。卡爾随後與坎德尔的男朋友，派拉斯-阿茲塔卡斯-瓦里奧斯幫的領導塞萨尔‧維阿潘多合作，逐漸恢復了帮派的势力，卡爾因此重新獲得了斯威特的尊重。不料，卡爾收到塞萨尔的情報，不僅發現斯莫克和萊德爾叛變，投靠巴勒幫和C.R.A.S.H，還發現他們是殺害他母親的兇手。隨後在一場槍戰中，斯威特負傷被捕，卡爾則被C.R.A.S.H帶到鄉下，同时开启了游戏的第二部分，经历了这一切都葛洛夫街四分五裂，斯莫克和萊德爾與巴拉斯合作接管了洛聖都，並讓毒品流淌街頭，之后卡爾被迫與C.R.A.S.H合作。湯普尼開始要卡爾消除所有其腐败證據。期間，卡爾和塞萨尔的親友卡特琳娜共同在該地區策划数起抢劫案，賺取资金。他还認識了一位名为特鲁斯（真理者）的嬉皮，帮助他抢夺收割机。在一場赛车比赛中，卡爾偶遇了三合會的頭目吳梓穆（吴子），卡尔在和凱特琳娜和他的新男友克劳德(GTAIII的主角)完成一場赛车比賽后，根据契约卡尔在聖輝洛获得一间修车厂，卡特琳娜和克劳德去往自由城，卡尔便和特鲁斯前往那里，与塞薩爾和坎德尔一起經營修车厂以供盈利。待在聖輝洛的同时，卡尔发现斯莫克和萊德與“Loco Syndicate”組織联合制毒。卡爾渗入该组织，确認其领导者是神秘的麥克·托雷諾，并与塞萨尔和三合会共同消灭了莱德尔和该组织的其他头目-----基茲和门德斯，还用RPG擊落了托雷諾的直升机，最後摧毀了該組織的製毒廠。在这之后，卡尔与塞萨尔买下了一家汽车展示中心，生意越做越大。
不久之後，卡爾接到一個不知名的男人用變聲器打來的電話，要求在沙漠的農場和卡爾見面。那名男子便是麥克·托雷諾。其實托雷诺并没有死，他透露自己是政府特工，并用其哥哥作为威胁，暗地里让卡尔为自己卖命，从而换取斯威特的自由。同時，卡尔来到拉斯文加斯，吴子邀请他当四龙赌场的合伙人，在那里三合会中面临其他黑手党控制城市的困境，四龙赌场受到排挤。当卡尔得知賭場是被星达克和里昂家族排擠时，就与吴子策划抢劫里昂家族控制的卡里古拉赌场。其实，卡里古拉赌场是由两个势不两立的黑手党控制的——星达克和里昂家族。他们谁也信不过谁，于是他们决定找一个第三方的人物来管理赌场，律师肯·卢森博格被选中。由于在罪恶都市时沉迷吸毒，肯·卢森博格被汤米赶出了罪恶都市而来到圣安地列斯，正一筹莫展，便接过了这个活。但他不知道，这其实是把他往悬崖上推，因为他被夹在两个家族中间，而这两个家族随时都准备翻脸，到翻脸的时候，第一个倒下的，就是他这个中间人。卡尔拉拢了肯·卢森博格，打击了辛达克家族以获取里昂家族的信任，最终成功抢劫，为三合会在拉斯文圖拉赢得了地盘。卡尔同时碰见了想轻生的说唱歌手疯狗多特并且救下了他。为表感谢，疯狗多克让卡爾在他复出的时候当他的經紀人。
与此同时，汤普尼担心自己迟早要被抓起来，于是让搭档艾迪·普拉斯基杀死卡尔，并处置C.R.A.S.H的告密者赫尔南德斯。在卡爾在挖掘墳墓時，受伤的赫尔南德斯试图还击，卻被普拉斯基射殺並跌入墓中。普拉斯基隨後逃跑，半路中普拉斯基受了重伤，虽然卡尔给了机会让他活口，但普拉斯基呛问卡尔，最终被激怒的卡尔杀死了他。
疯狗多克康復後，与卡尔回到洛圣都重燃他的音乐生涯，而托雷诺托付给卡尔最后一项工作，要求他用軍機摧毀敵方的間諜船。任務完成後，斯威特被释放，富有且功成名就的卡尔试图让斯威特与自己共事，但斯威特因为卡爾沒有試圖恢復幫派而拒绝他的要求，卡尔便和其夺回葛洛夫街。这期间，汤普尼因涉嫌多项罪名遭到审判，但无罪释放了，这引发了人们的不满而爆发了全市动乱。卡尔和塞萨尔互相收复帮派地盘以便有足夠的權力打聽斯莫克的下落。
斯威特随后得知斯莫克藏身于城市里的一处制毒窝点，他和卡尔准备一起干掉斯莫克，最后卡尔独自进入窝点，一路杀到顶楼，杀死了斯莫克，这时汤普尼突然出现在卡尔的眼前，拿了斯莫克贩毒的钱，打算离开洛聖都。汤普尼冲出大楼，坐上一辆警车逃走，随即斯威特和卡尔追击，最终汤普尼的消防车失去控制，撞破葛洛夫街尽头桥梁的护栏，卡尔和朋友们见证了汤普尼的死，之后卡尔的家人和朋友们聚集到卡尔家开会，卡尔的朋友们庆祝卡尔成功时，他转向离开。当坎德尔问他去哪时，他回答道：“我去看看街上发生了什么。”之后卡尔接到了卡特琳娜的电话，电话里凱特琳娜和克劳德正在“翻云覆雨”，之后凱特琳娜嘲笑了卡尔一番。整个游戏的剧情便到此结束。

## 評價
| 汇总媒体     | 得分   | 得分   | 得分   | 得分   |
| 汇总媒体     | PS2    | Xbox   | PC     | iOS    |
| ------------ | ------ | ------ | ------ | ------ |
| GameRankings | 95.08% | 92.29% | 91.94% | 83.69% |
| Metacritic   | 95     | 93     | 93     | 84     |

| 媒体                              | 奖项 |
| --------------------------------- | --- |
| IGN's Best of 2004                | 年度PlayStation 2最佳游戏， 最佳的PlayStation2动作游戏， 最佳剧情（PlayStation2）                                                                                                |
| GameSpot's Best and Worst of 2004 | 最佳PlayStation 2游戏, 最佳动作冒险游戏， Readers' Choice — Best PlayStation 2 Action Adventure Game, Readers' Choice — PlayStation 2 Game of the Year, 最佳配音，最有趣的游戏。 |
| 2004 Spike TV Video Game Awards   | 年度游戏， 人物最佳表演， 最佳动作游戏， 最佳原声。 |

游戏发布開始获得普遍好评，曾被评为最佳PlayStation 2游戏。平均得分95%。游戏在MetacriticPlayStation 2游戏历史排行榜位列第5。IGN给予游戏9.9的高分（该网站给予PlayStation 2游戏评分最高的作品），称其“定义了PlayStation 2的软件模块”。GameSpot给予游戏9.6分及编辑选择奖，该网评论道：“圣安地列斯没有辜负了侠盗猎车手的这个名字，事实上，他可以说是侠盗系列中最好的游戏。”1UP.com和美国PlayStation官方杂志分别给予游戏A和10分的满分，游戏的开放性、地图面积大小、动人的故事情节和配音被普遍赞扬，但批评游戏画面的糟糕、角色模型的粗糙、低分辨率的纹理和尤其是自动瞄准敌人方面的各种控制问题。有评论家认为，添加进游戏中的新内容这一点已实现。然而自发布以来，游戏仍被视作有史以来最伟大的游戏，并被《Edge》杂志100款经典游戏排行榜放在第28位，杂志宣称游戏“终极的自由表现，在被下一代控制都夺回来。”但律师杰克·汤普森批评游戏的性爱和暴力场面，是“警察杀手模拟器（cop-killer simulator）”。

### 销售和商业上的成功
截至2005年3月3日，该游戏已经在PlayStation2单独售出超过1200万套，使其成为PlayStation2中最畅销的游戏。 截至2007年9月26日，侠盗猎车手：圣安地列斯已经售出2000万套。截至2008年3月26日，侠盗猎车手：圣安地列斯已经售出2150万套。2009年的吉尼斯世界纪录将其列为最成功的PlayStation2游戏，有1733万套的销售量，包括其它平台版本共售出2150万套。2011年，Kotaku报道，侠盗猎车手：圣安地列斯至今在全世界已有2750万份拷贝。

## 爭議

### 遊戲外洩
該遊戲在發行前6天，其DVD映像檔連同封套及說明已開始在互聯網上，經點對點（P2P）方式流傳，供玩家非法下載。同時遊戲在英國發行時，網上也出現PAL制式的非法下載版。

### 熱咖啡風波
在2005年6月中，有PC版玩家把遊戲檔修改，製作了一個名為「熱咖啡」（Hot Coffee）的更新檔，玩家安裝該檔後，在遊戲中與女友約會並邀請進她家時，會出現一個色情小遊戲，玩家會與女友發生性行為(未經修改的版本只會在屋外聽到主角與女友的激情音效）。
同年7月中，美國ESRB及包括希拉里·克林顿在內的一眾政治人物，對遊戲的「熱咖啡」檔展開調查。Rockstar Games起初強調其色情內容全是由黑客自行製作的，其後經GameShark及AR Max兩款秘技工具測試，證實該等色情內容原本已在PS2及PC版光碟中存在，是開發途中殘留的，只是內容給屏蔽，「熱咖啡」修改實是把該等內容解鎖。
7月20日，ESRB把《俠盜獵車手：聖安地列斯》評為AO級（成人限定），Rockstar Games方面也暫停該遊戲的生產，並擬把色情內容移除，以切合M級（Mature）的標準。美國多家大型超市接到原版遊戲分級轉為AO級的消息後，紛紛把遊戲從貨架上抽起，暫停售賣。歐洲方面，PEGI的遊戲分級則維持不變，但仍有可能在遊戲封套上加入性內容的字眼。同月在澳大利亚，電影與文學辦公室撤销原来的MA15 +的評級，这意味着本遊戲在澳大利亞不能再出售。
7月24日，拍賣網站eBay已把《俠盜獵車手：聖安地列斯》遊戲全數移走，使用搜尋器只會傳回遊戲的攻略書籍。
8月10日，Rockstar Games推出官方更新檔 （页面存档备份，存于），供玩家移除「熱咖啡」及修正部分錯誤，玩家在安裝該檔後便不能玩「熱咖啡」。

### 涉及种族歧视
圣安地列斯被一些敏感的批评者认为有种族歧视之嫌，而辩护者则认为，游戏中不同的故事情节不同的背景决定着不同的人。

### 更新问题
游戏自推出以来，甚少更新，以至于产生了许多Bug，这其中包括Steam版本在高帧率下无法进行潜水，许多特性丢失，并且对于Windows8/Windows10系统有很强的不兼容性，Android版本更是出现了闪退和闪屏，颇有争议。
但在广大游戏爱好者的努力下，游戏内许多问题得以通过补丁来进行修复。

## 版本

### Steam 平台版本
在Steam平台上的侠盗猎车手：圣安地列斯。游戏的最新版本为3.0。 然而2014年11月7日的更新却引起了争议，17条原声被删除，原因是版权过期。更新的其他缺点包括去除宽屏支持（此功能从来没有登錄過Steam）和不兼容旧的存档。无论新老用户都受到影响。而不像侠盗猎车手：罪恶都市，只有新用户受到影响。此外，游戏也获得了XINPUT功能的游戏手柄的原生支持。

### 移动设备版本
2013年12月12日，圣安地列斯发布于iOS设备上。更新内容包括高清的贴图，改进的动态和現實演算阴影，更大的绘图距离，丰富的色彩，再加上改进的人物和车辆。Android设备和Amazon Kindle平台则发布于2013年12月19日，Windows Phone版本发布于2014年1月27日。

### VR版本
2021年10月，Facebook和Oculus宣布正在制作《俠盜獵車手：聖安地列斯》的VR版本，未来将登陆Oculus Quest2平台。

## 前传
前传以DVD形式收录于游戏的原声带，以26分钟的视频为游戏的事件做铺垫，为游戏劇情提供背景。片中斯威特在母亲遇袭身亡后打电话通知卡尔，还出现了侠盗猎车手3中的场景。PS2版本还包括名为《星期日司机》的介绍定制汽车文化的真人纪录片。

## 遊戲原聲
一如過往作品，原聲在遊戲中所佔的比重是最高的，其中不少是1990年代美國西岸流行的旋律，該原聲大碟已於2004年11月23日推出。

## 外部連結
- 遊戲官方網站 （页面存档备份，存于）（英文）